# Bagualia
Bagualia – wymarły rodzaj dinozaura, zauropoda, bazalnego przedstawiciela euzauropodów.
Szczątki nieznanego nauce dinozaura znaleziono w argentyńskiej prowincji Chubut. Spoczywały 5 km na południe od Cerro Cóndor, w Cañadón del Bagual budowanym przez skały formacji Cañadón Asfalto. Jej dolne warstwy datuje się na 179,17 ± 0,12 milionów lat, co umiejscawia ją we wczesnojurajskim toarku.
Znaleziono pozostałości przynajmniej trzech osobników, zarówno czaszki, jak i szkieletu pozaczaszkowego, w tym kończyn. Holotypem obrano jednak tylną część czaszki wraz z kręgami szyjnymi, katalogowane jako MPEF-PV 3301 i przechowywane w Museo Paleontológico Egidio Feruglio w Trelew.
Skamieniałości pozwoliły badaczom na opisanie nowego rodzaju dinozaura. Pol i inni w 2020 nadali mu nazwę rodzajową Bagualia. Odnosi się ona do lokalizacji typowej Bagual Canyon, słowo bagual wywodzi się z hiszpańskiego i oznacza dzikiego konia. W rodzaju umieszczono pojedynczy gatunek B. alba. Epitet gatunkowy wywodzi się również z hiszpańskiego i oznacza świt. Stanowi odniesienie do wczesnego wieku odnalezionych szczątków. Ich zbadanie pozwoliło na zaklasyfikowanie znaleziska do grupy zauropodów, a dokładniej do euzauropodów, w obrębie których nowy takson zajmuje pozycję bazalną.